# Alfredo Ravasco
Alfredo Ravasco (Génova, 1873 - Ghiffa, 1958) fue un orfebre, joyero, escultor y platero italiano.

## Biografía
Realizó sus primeros estudios de arte en la Academia de Bellas Artes de Brera y perfeccionó su técnica y su conocimiento del trabajo artesanal de la joyería en varias ciudades italianas y extranjeras. En 1925 participó en la Exposición Internacional de Artes Decorativas de París con joyas, copas, cajas y figuras zoomorfas que fueron muy valoradas por sus formas geométricas. Pero también diseñó pulseras, colgantes, anillos, broches, tiaras, relojes o bolsos de noche.
Dejó obras innovadoras de gran valor artístico, trazando nuevos caminos desvinculándose de la abrumadora presencia de modelos franceses anteriores, para lo que, basándose en pequeñas esculturas y microarquitecturas, combinó y utilizó en sus obras materiales con un fuerte impacto cromático, como la malaquita, lapislázuli, ónix, ágata o coral o bien utilizando otros materiales no usuales como las telas. Todos estos objetos recuerdan a los que se podían exponer en los barrocos cuartos de maravillas.
Fue uno de los orfebres-escultores más destacados del segundo cuarto del siglo XX dentro del periodo art déco, y llegó a representar el ideal del orfebre moderno por su capacidad de combinar materias de muy diversa índole. Considerado heredero de las obras en cristal, piedras semipreciosas y esmaltes del manierismo milanés, adquirió gran popularidad y muchas casas reinantes encargaron obras a Ravasco.

## Obras

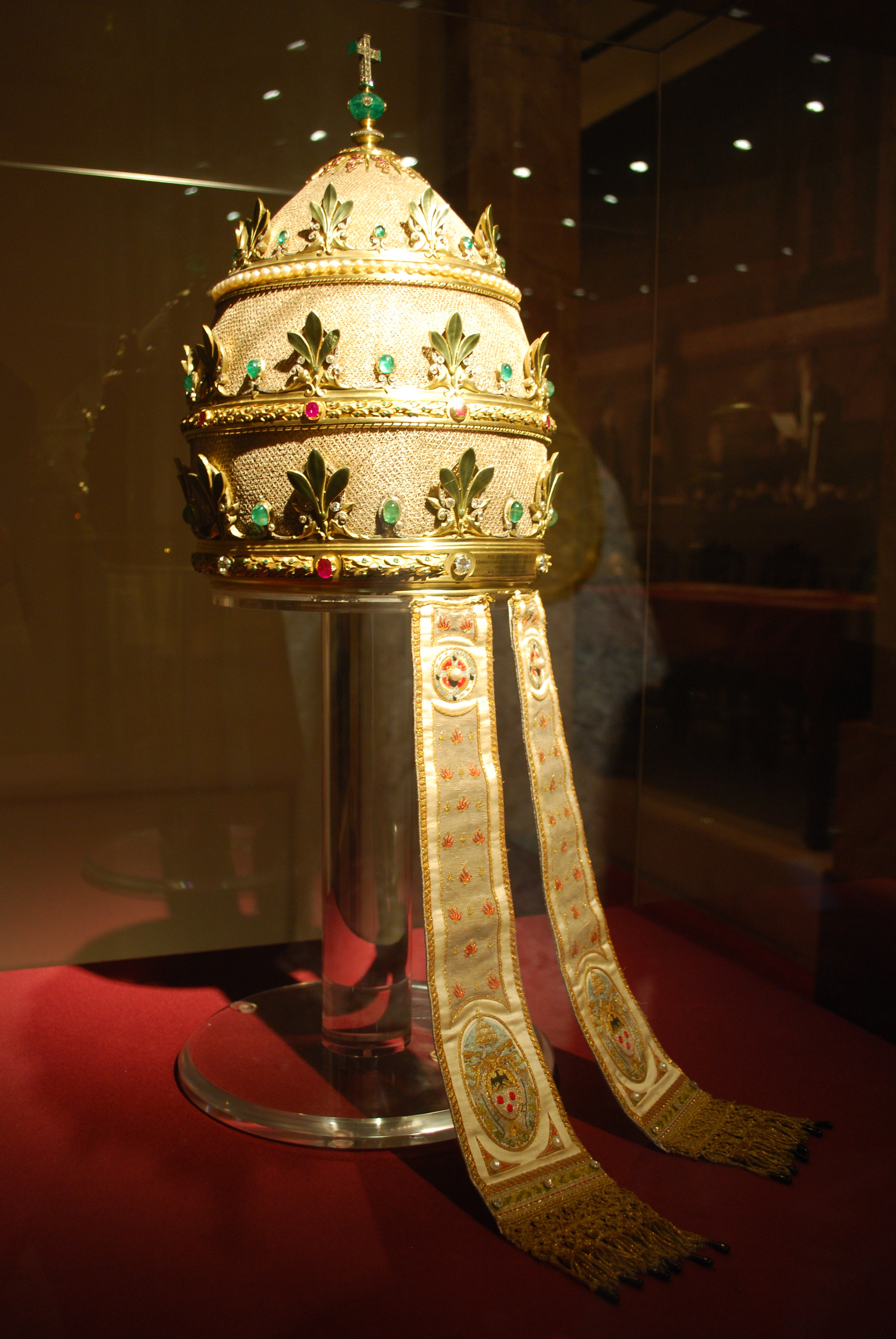
Tiara del papa Pío XI (1922).

Entre las obras más importantes se encuentran:
- Tiara papal para Pío XI, con un diseño de Luca Beltrami.
- Bastón de mando de Benito Mussolini.
- Cofres y estuches para el Sancta Sanctorum de Roma.
- Altar de oro de Volvinio en San Ambrosio de Milán, restauración.
- Cruz de Gravedona, restauración.
- Relicario para el cabello de Lucrecia Borgia en la Pinacoteca Ambrosiana de Milán, en teca con peana de malaquita.[2]
- Estuche de cristal de roca para el Codex Atlanticus.